# Bahnhof München-Trudering
Der Bahnhof München-Trudering ist ein Bahnhof im gleichnamigen Stadtteil Trudering der bayerischen Landeshauptstadt München und eine Station der S-Bahn München. Südlich des Bahnhofes liegt eine gleichnamige Station der U-Bahn München.

## Geschichte

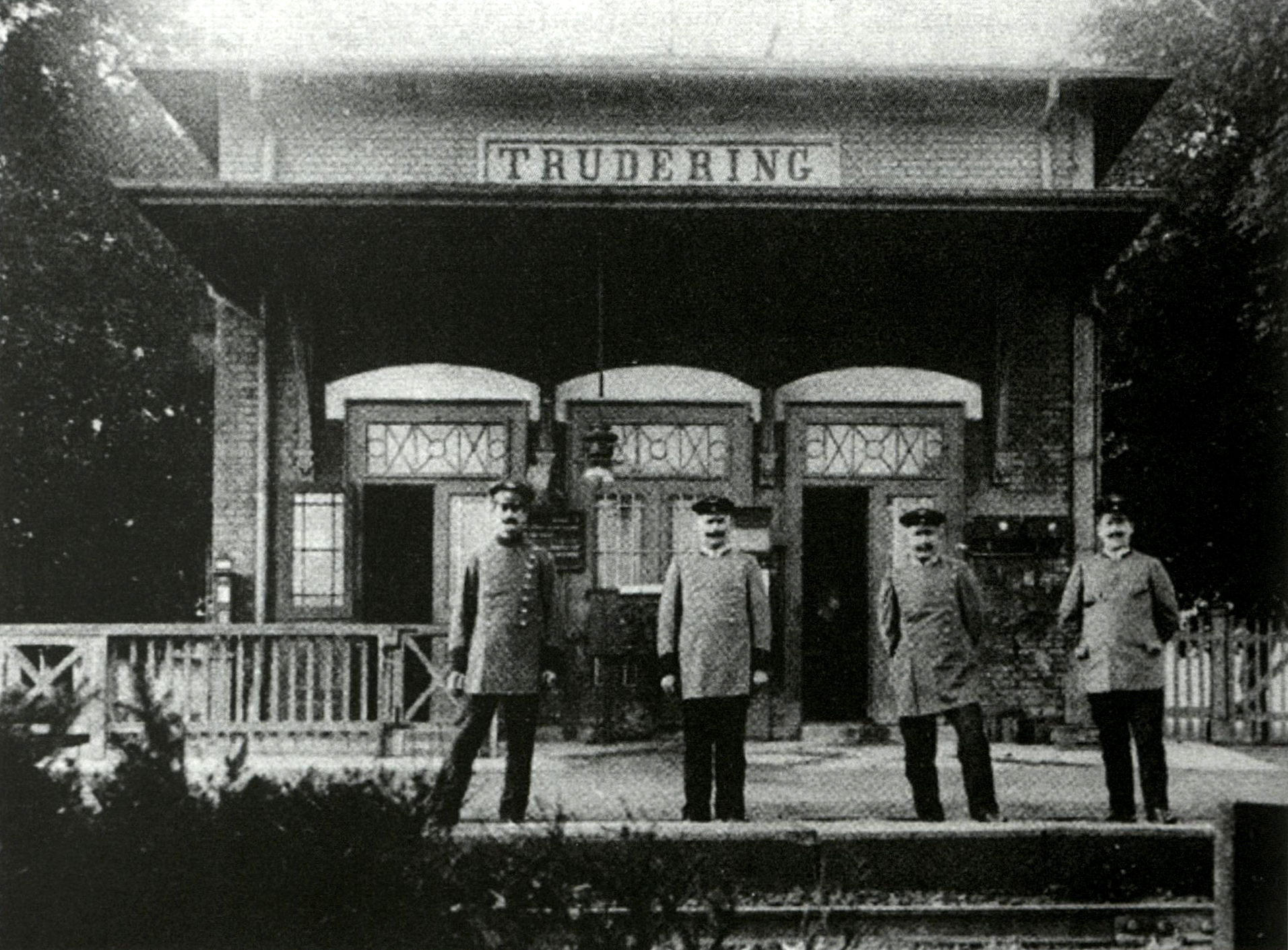
Erstes Empfangsgebäude mit Stationspersonal (1903)

Die Königlich Bayerischen Staatseisenbahnen nahmen die Station Trudering am 15. März 1871 mit der Bahnstrecke München–Rosenheim in Betrieb. Die Personenhaltstelle war mit einem Stationsgebäude, einem Abortgebäude mit Waschküche und Holzlege sowie einen Brunnen ausgestattet. Für die Errichtung der Stationsanlagen wurden 9.870 Gulden veranschlagt. Am Haltepunkt war zunächst ein Bahnwärter stationiert, der aufgrund des geringen Reisendenaufkommens zugleich für den Fahrkartenverkauf zuständig war.
Ab 1890 bauten die Bayerischen Staatseisenbahnen die Strecke München Ostbahnhof–Rosenheim zweigleisig aus. Dabei errichteten sie in Trudering eine Güterabfertigung und stuften den Haltepunkt am 1. Januar 1891 zum Bahnhof auf. Am 1. Oktober 1892 wurde der zweigleisige Betrieb zwischen dem Ostbahnhof und dem Bahnhof Trudering aufgenommen; ab dem 5. Oktober desselben Jahres war die Strecke zwischen Trudering und Zorneding zweigleisig befahrbar. 1895 richteten die Bayerischen Staatseisenbahnen einen Gleisanschluss zur neu errichteten Weinkellerei der Firma Edmund Neuner im Südosten des Bahnhofs ein.
Zur Anbindung des neuen Rangierbahnhofs München Ost in Richtung Rosenheim nahm die Deutsche Reichsbahn am 1. März 1926 eine eingleisige Verbindungsstrecke für den Güterverkehr vom Rangierbahnhof nach Trudering in Betrieb. Im Zuge der Elektrifizierung der Strecke München–Rosenheim stattete die Deutsche Reichsbahn die Gleise des Bahnhofs 1927 mit Oberleitungen aus. Nachdem Trudering 1932 in die Stadt München eingemeindet worden war, benannte die Deutsche Reichsbahn den Bahnhof Trudering am 1. Oktober 1938 in München-Trudering um. Am 2. Oktober 1939 ging der Münchner Nordring als Güterumfahrungsstrecke für München im Abschnitt von Daglfing nach Trudering in Betrieb. Damit wurde der Bahnhof Trudering zum Trennungsbahnhof und fortan als Pufferbahnhof für die über den Nordring fahrenden Güterzüge genutzt. Da die Standzeiten der Güterzüge zu langen Schrankenschließzeiten führten, ließ die Deutsche Reichsbahn den Bahnübergang Bajuwarenstraße im Osten des Bahnhofs 1939 auf. Aufgrund der hohen strategischen Bedeutung der Bahnverbindung von München nach Italien war der Bahnhof Trudering im Zweiten Weltkrieg mehrfach Ziel von Luftangriffen der Alliierten.

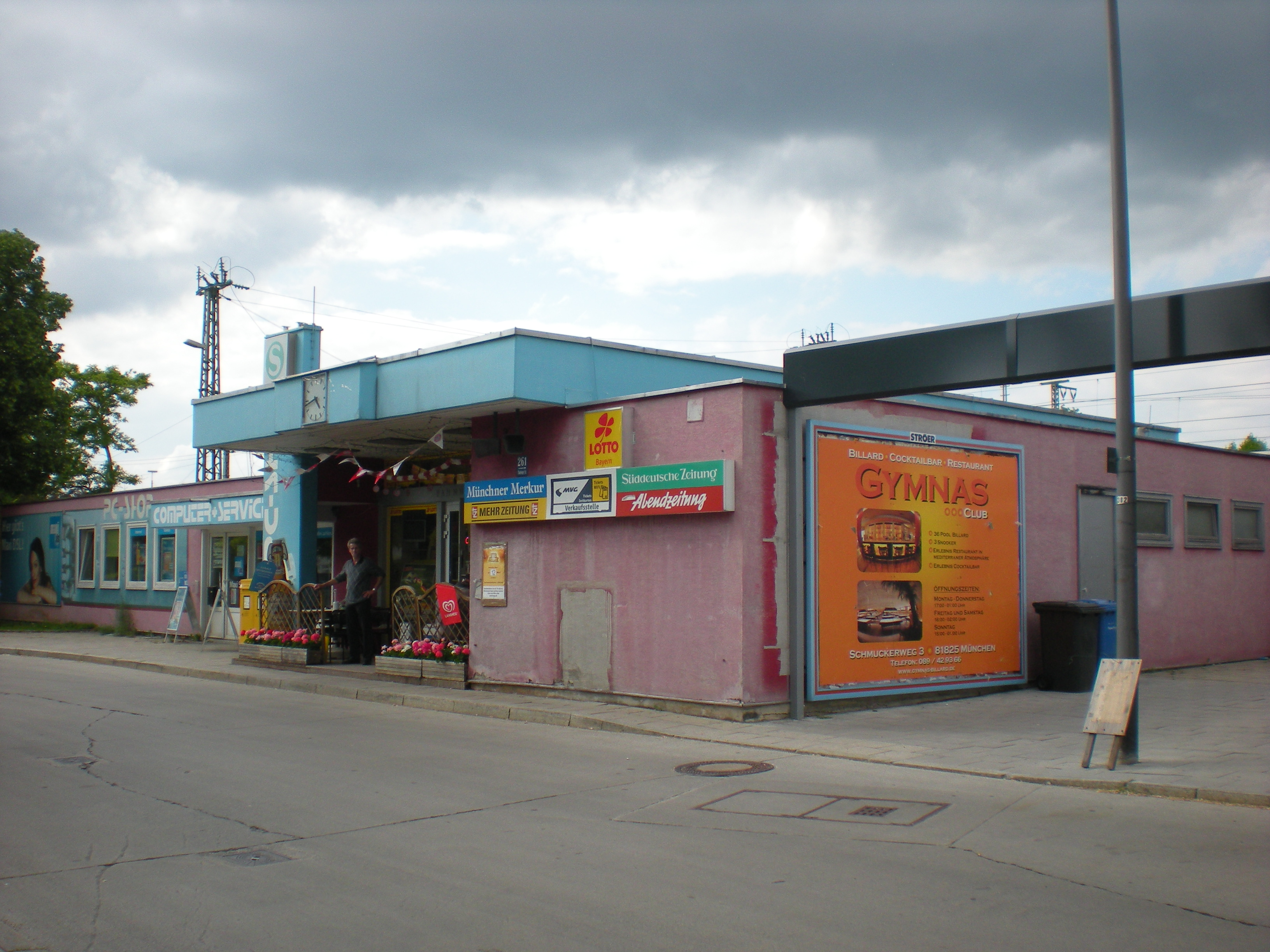
Empfangsgebäude aus den 1970er Jahren (2012)

Am 1. April 1970 nahm die Deutsche Bundesbahn zwischen Berg am Laim und Trudering parallel zu den Gleisen der Bahnstrecke München–Rosenheim eine zusätzliche eingleisige Strecke für die zukünftige S-Bahn in Betrieb, die 1973 um ein zweites Gleis erweitert wurde. Als Vorbereitung für den S-Bahn-Betrieb erhielt der Bahnhof Trudering einen neuen 76 cm hohen Mittelbahnsteig. Das bisherige Empfangsgebäude wurde abgebrochen und durch einen eingeschossigen Neubau mit Flachdach ersetzt. Am 28. Mai 1972 nahm die S-Bahn München den Betrieb auf; damit wurde der Bahnhof Trudering zum Umsteigepunkt zwischen den neu eingerichteten Zubringerbuslinien und der S-Bahn.
Bis 1979 wurden auch auf dem Abschnitt von Trudering nach Haar eigene S-Bahngleise errichtet. Um den Güterverkehr des Münchner Nordrings kreuzungsfrei über die S-Bahngleise in die Ferngleise nach Rosenheim einführen zu können, errichtete die Deutsche Bundesbahn ein Überwerfungsbauwerk 1,5 km östlich des Bahnhofs. Die zweigleisige Strecke des Münchner Nordrings unterquert darin die S-Bahngleise und fädelt an der neuen Abzweigstelle München-Waldtrudering höhenfrei in die Bahnstrecke München–Rosenheim ein. Im Zuge des viergleisigen Ausbaus schloss die Deutsche Bundesbahn die verbliebenen drei Bahnübergänge Birthälmer Straße, Lehrer-Götz-Weg und Schmuckerweg und ersetzte sie durch zwei neue Straßenbrücken im West- und Ostkopf des Bahnhofs und eine Fußgängerunterführung am Lehrer-Götz-Weg. Am 17. September 1979 nahm die Deutsche Bundesbahn die zusätzlichen S-Bahn- und Gütergleise in Betrieb.
Zum 1. Juni 1992 stellte die Deutsche Bundesbahn die Expressgutabfertigung und zum 27. September 1992 den Wagenladungsverkehr in Trudering ein. Am 31. Dezember 2000 schloss die Deutsche Bahn die Fahrkartenausgabe im Empfangsgebäude.
Der unterhalb der Truderinger Straße errichtete Bahnhof an der U2 der U-Bahn München wurde am 29. Mai 1999 dem Verkehr übergeben. Während der Bauarbeiten für den Tunnel entstand am 20. September 1994 durch eindringendes Wasser ein Hohlraum unterhalb der Straße. Infolgedessen stürzte ein Linienbus in den entstehenden Krater. Bei diesem Busunglück von Trudering kamen zwei Fahrgäste und ein Bauarbeiter ums Leben. Die Eröffnung der Tunnelstrecke in die Messestadt Riem verzögerte sich in Folge dieses Unglücks, so dass die U-Bahn-Station erst 1999 eröffnet werden konnte. Um 2000 wurde der ÖPNV-Knotenpunkt Trudering von etwa 10.000 Fahrgästen pro Tag genutzt.

## Aufbau

### S-Bahnhof
Der Bahnhof München-Trudering ist mit zehn beidseitig angebundenen Hauptgleisen ausgestattet. Die bahnsteiglosen Gleise 1 und 2 dienen dem Fern- und Regionalverkehr der Bahnstrecke München–Rosenheim.
Die Gleise 3 und 4 befinden sich an einem 238 m langen und 96 cm hohen Mittelbahnsteig und dienen der S-Bahn. Gleis 3 wird von den S-Bahnen in Richtung Zorneding bedient, Gleis 4 von den S-Bahnen in Richtung Münchner Innenstadt. Es gibt zwei Aufgänge, die in die beiden Verbindungstunnel führen. Außerdem führt ein Lift vom Bahnsteig in den östlichen Verbindungstunnel.
Die Gleise 5 und 6 gehören zum Münchner Nordring, der im Westen des Bahnhofs aus Daglfing kommend mit der eingleisigen Verbindungsstrecke von München Ost Rbf zusammentrifft. Sie werden daher hauptsächlich von Güterzügen befahren. Etwa 1,2 Kilometer östlich des Bahnhofs unterqueren die Gütergleise die S-Bahnstrecke und münden an der Abzweigstelle München-Waldtrudering höhenfrei in die Fernbahngleise ein. Die Gleise 7 bis 10 dienen als Abstellgleise für Güterzüge und S-Bahn-Triebwagen. Im Westen des Bahnhofs sind die drei Strecken über Weichen miteinander verbunden.
Seit 1970 werden die Weichen und Lichtsignale des Bahnhofs über ein Spurplandrucktastenstellwerk der Siemens-Standardbauart Sp Dr S60 gesteuert. Das Stellwerk befindet sich in einem zweigeschossigen Bau mit Wellblechverkleidung im Südwesten des Bahnhofs.

### U-Bahnhof

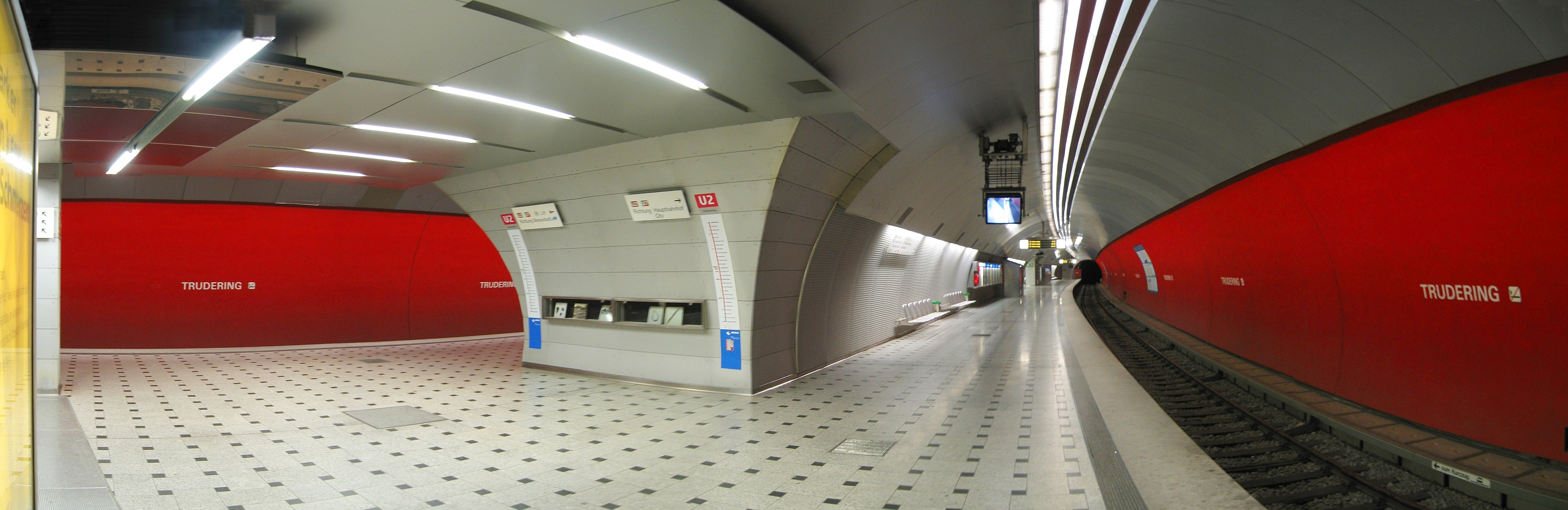
U-Bahnhof Trudering

Der U-Bahnhof Trudering befindet sich unter der Truderinger Straße und liegt an der zweiten Stammstrecke des Münchner U-Bahn-Netzes. Er wird vom östlichen Ast der U-Bahn-Linie 2 bedient.
Der Bahnhof wurde im Schildvortriebverfahren gebaut, so dass der Mittelbahnsteig auf zwei Bahnsteigröhren aufgeteilt ist. Diese sind durch zwei Querschläge miteinander verbunden. Da der Bahnhof in einer Kurve liegt, sind die Bahnsteige versetzt angeordnet. Die Seitenwände sind in einem kräftigen Rot, der Kennfarbe der Linie U2, gestrichen. Auf diesen ist der Bahnhofsname in Weiß geschrieben. Die übrigen Gestaltungselemente sind in Grautönen gehalten. Die Innenwände der Bahnsteige und Teile der Decke sind mit Aluminium verkleidet. Der Boden wurde mit hell- und dunkelgrauen Granitplatten gestaltet. Mit einer Tiefenlage von 24 Metern zählt Trudering zu den tiefstgelegenen U-Bahnhöfen in München.

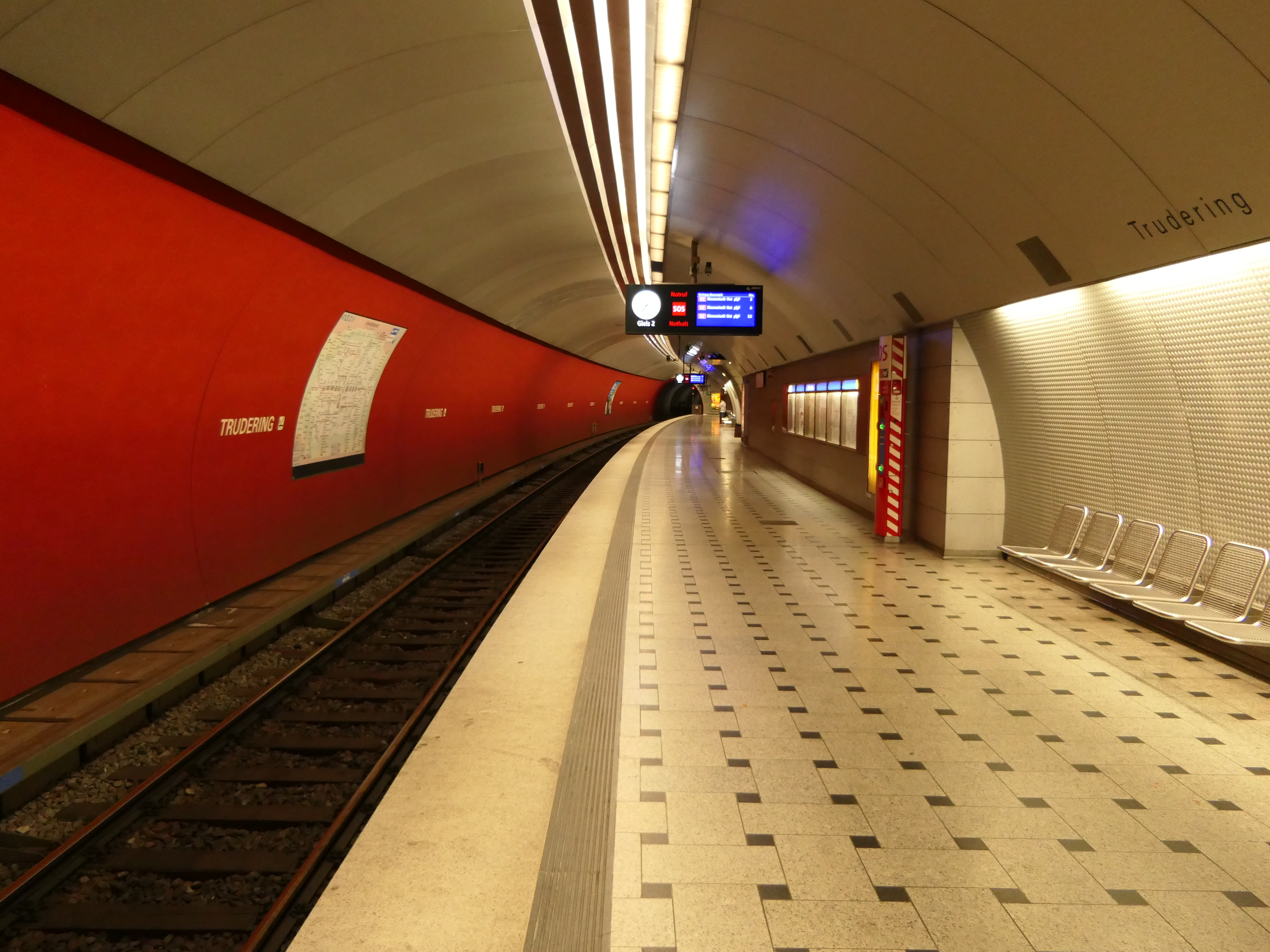
Stadtauswärtige Röhre (Gleis 2)
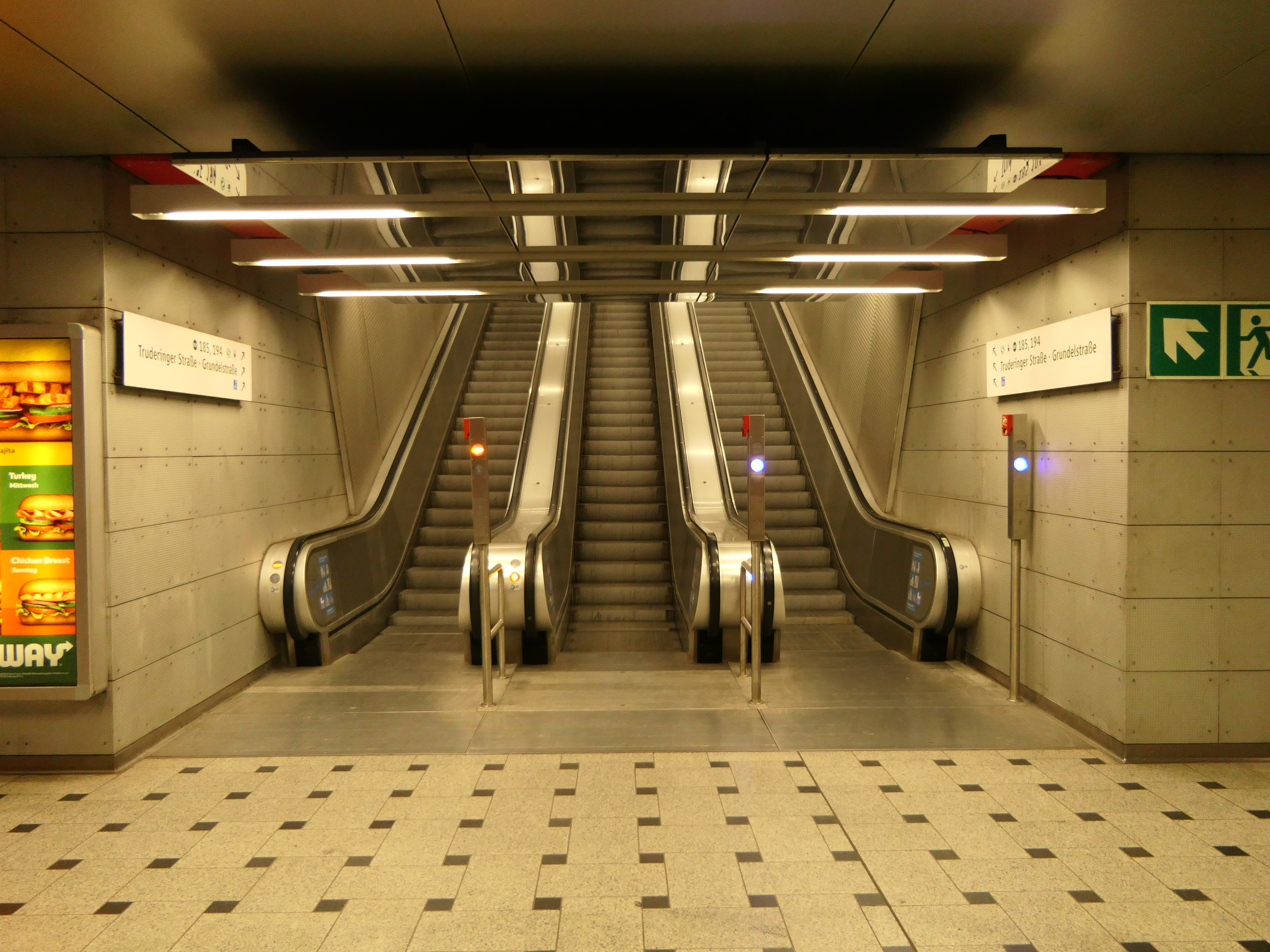
Aufgang von der Bahnsteigebene zur Verteilerebene
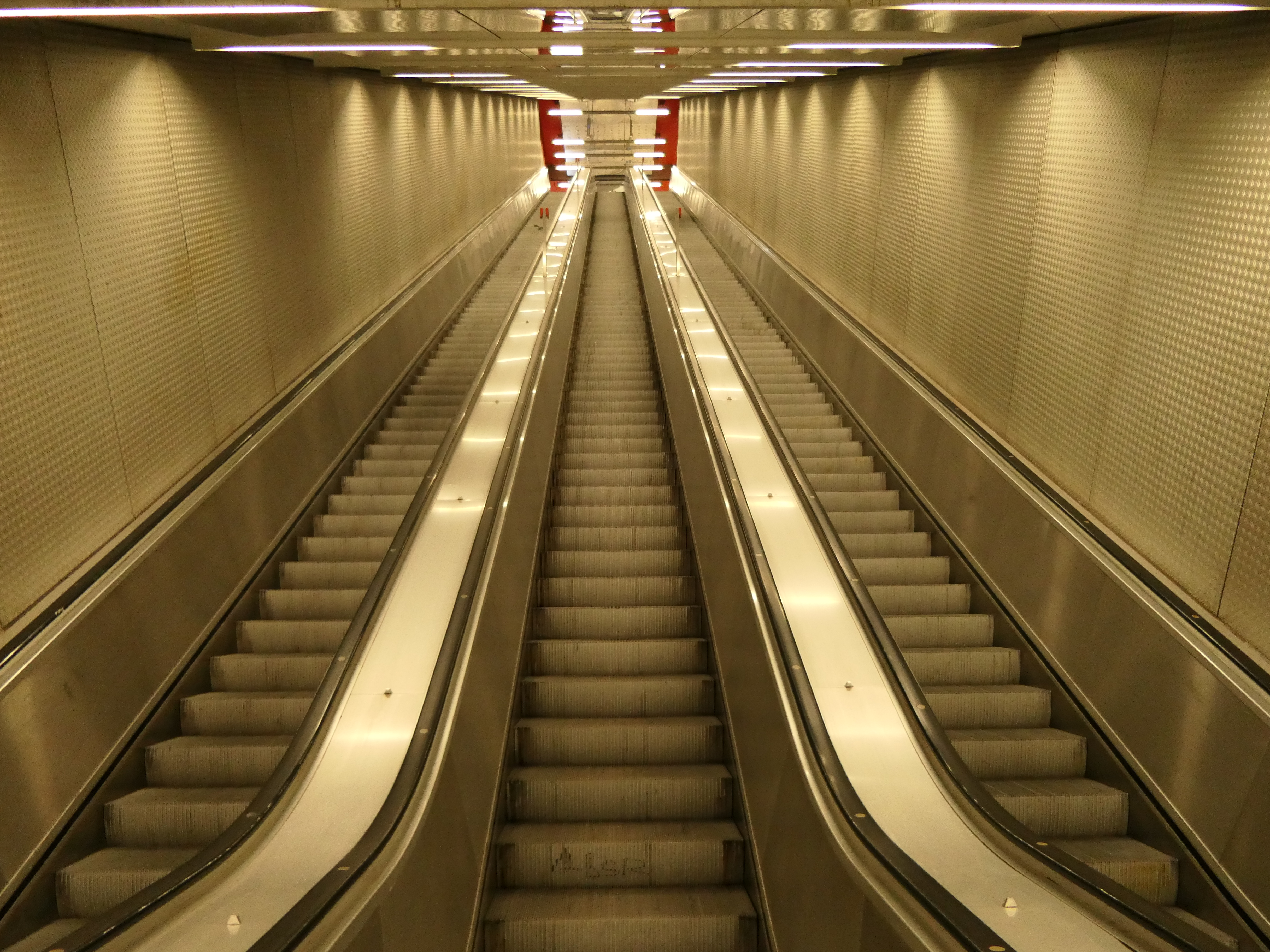
Lange Fahrtreppen durch die große Tiefe
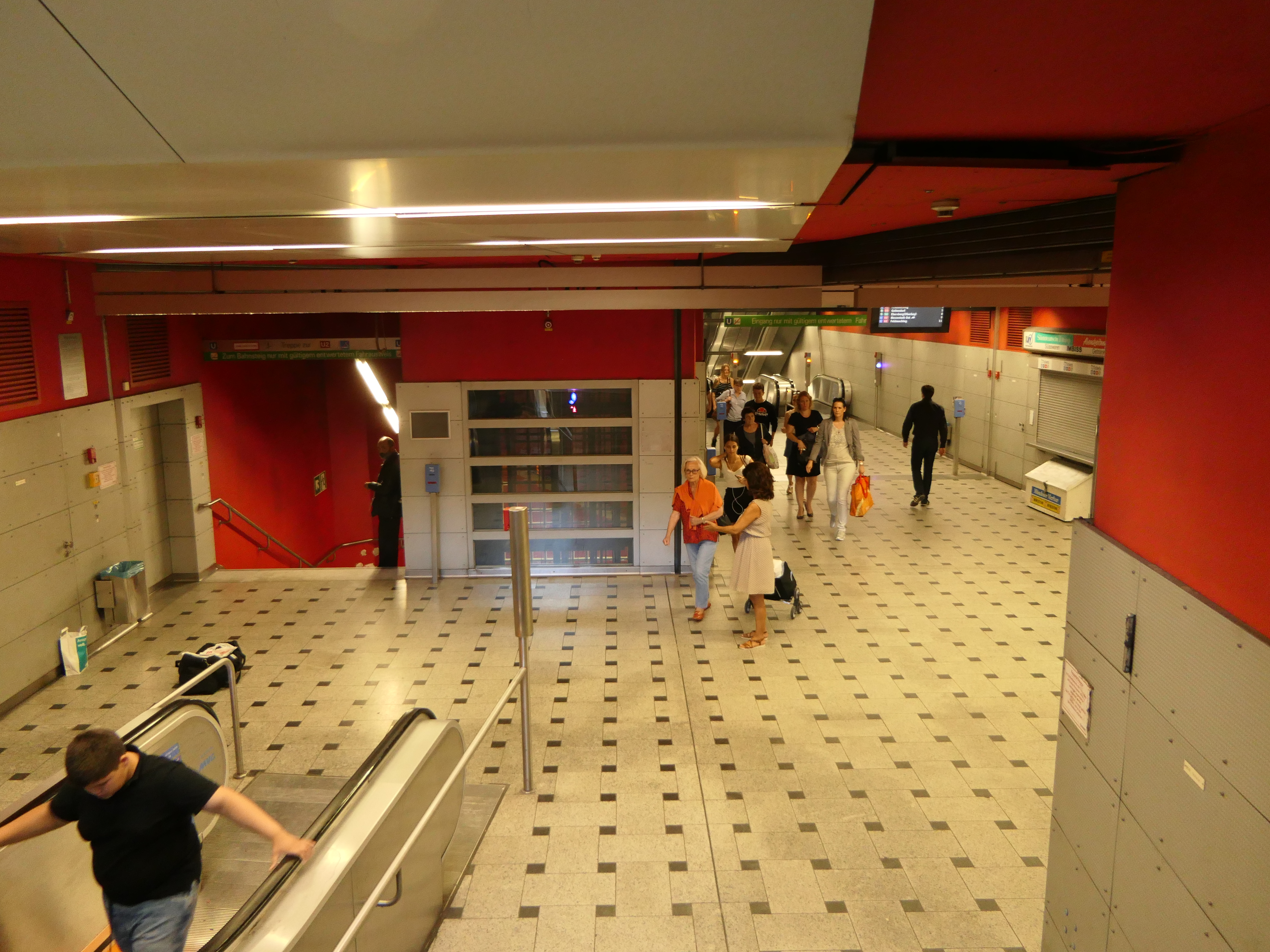
Verteilerebene
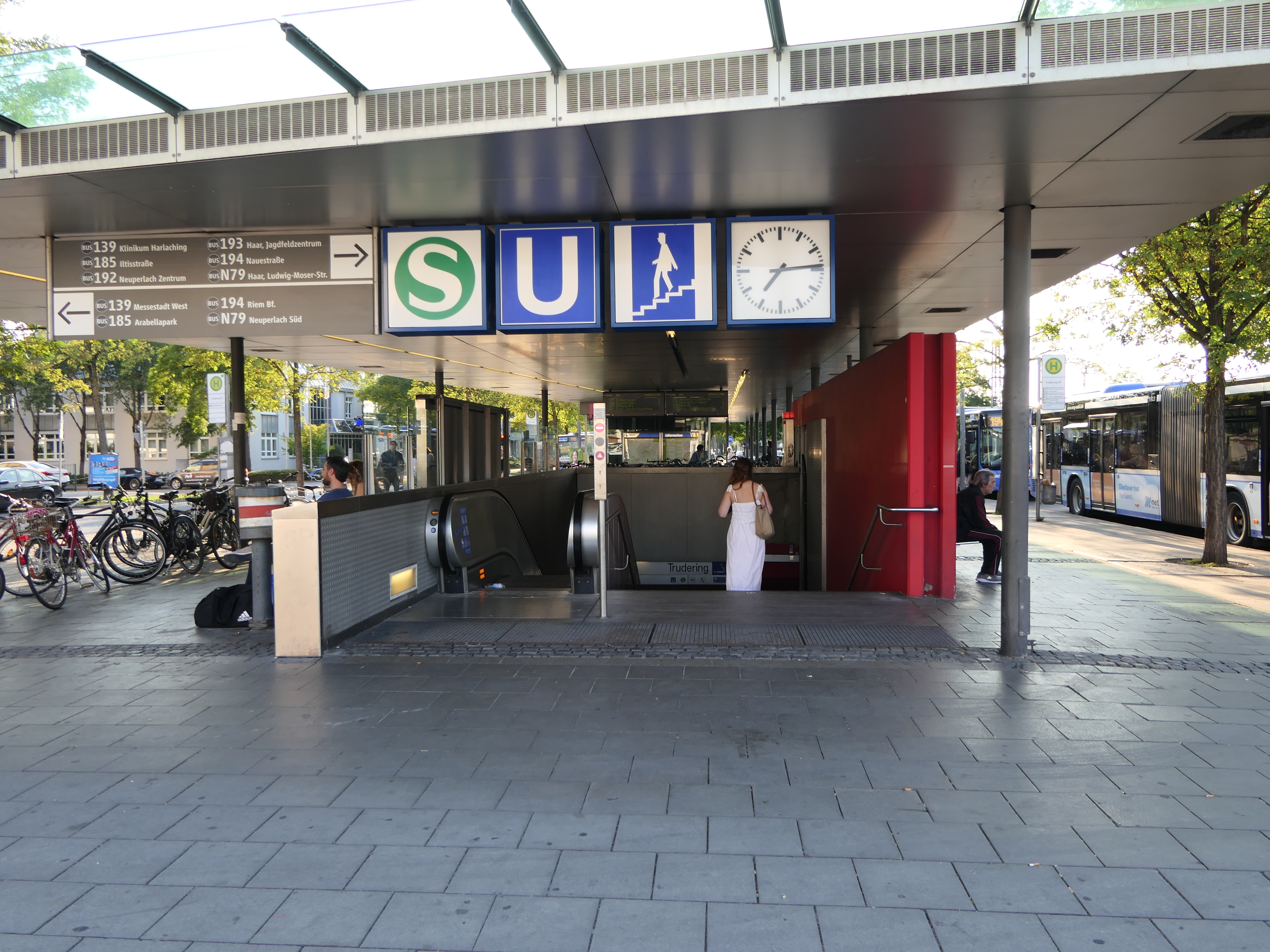
Zugang an der Oberfläche

### Verbindungstunnel

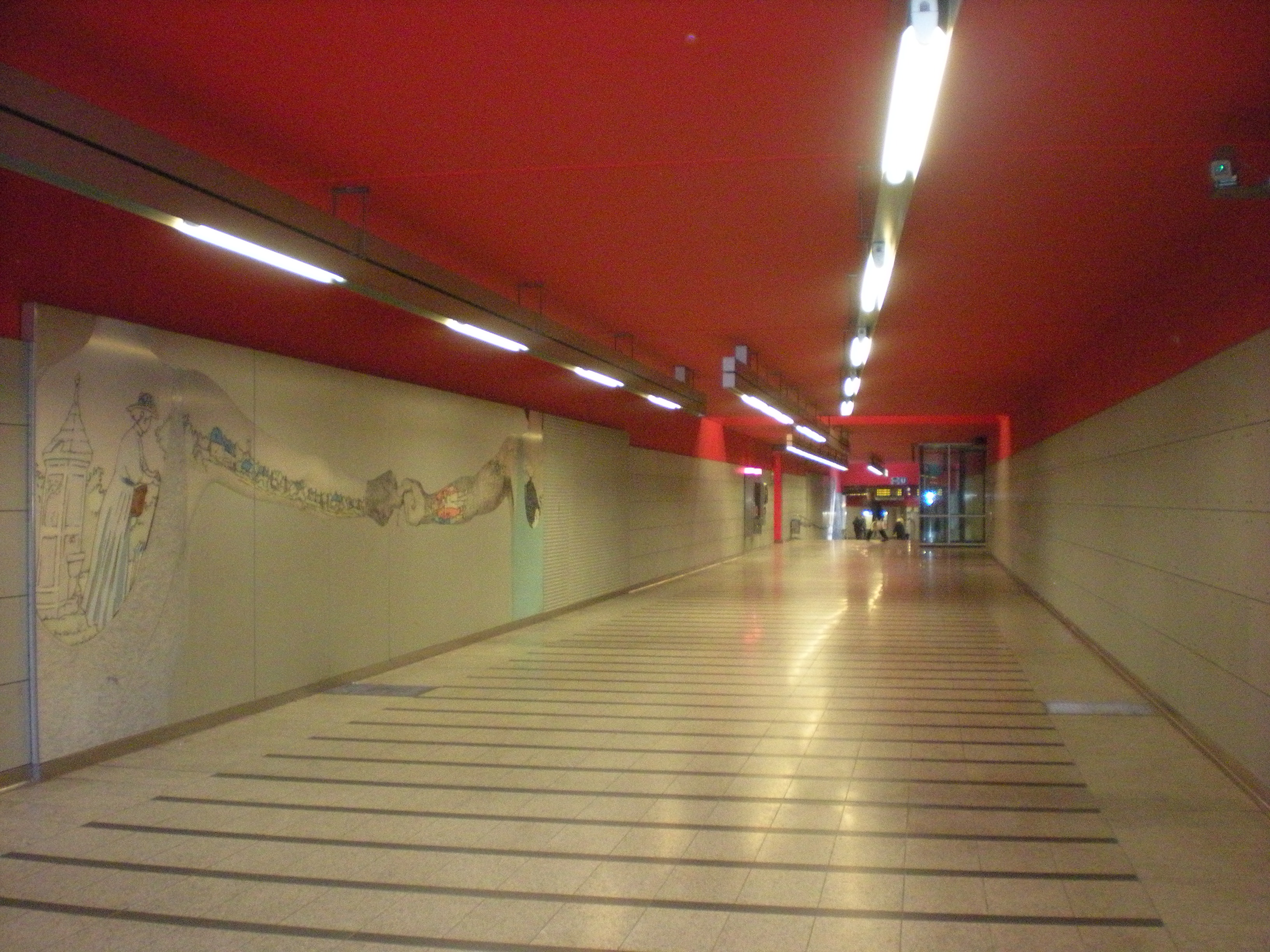
Östlicher Verbindungstunnel

Im östlichen Verbindungstunnel befinden sich eine Fingerhakel- und eine Armdrück-Darstellung. Er verbindet das östliche Sperrengeschoss des U-Bahnhofs und den S-Bahnhof miteinander. Außerdem gibt es einen Ausgang zum Busbahnhof und zur südlich des Bahnhofs gelegenen Truderinger Straße sowie einen Ausgang zur nördlichen Birthälmer Straße. Ein Aufzug verbindet den S-Bahnsteig mit diesem Verbindungstunnel, ein weiterer Aufzug führt vom U-Bahnsteig über das östliche Sperrengeschoss zum Busbahnhof. Zudem gibt es auf der Nordseite einen dritten Aufzug, der vom Verbindungstunnel zur Oberfläche führt.
Vom westlichen Verbindungstunnel gelangt man ebenfalls zum S-Bahnsteig, zum U-Bahnhof und zur Truderinger Straße. Allerdings existiert hier keine Verbindung zur nördlichen Bahnhofsseite.
Außerdem gibt es an der Truderinger Straße und an der Birthälmer Straße je einen Park-and-ride-Platz für den Umstieg zwischen Individualverkehr und ÖPNV.

## Verkehr

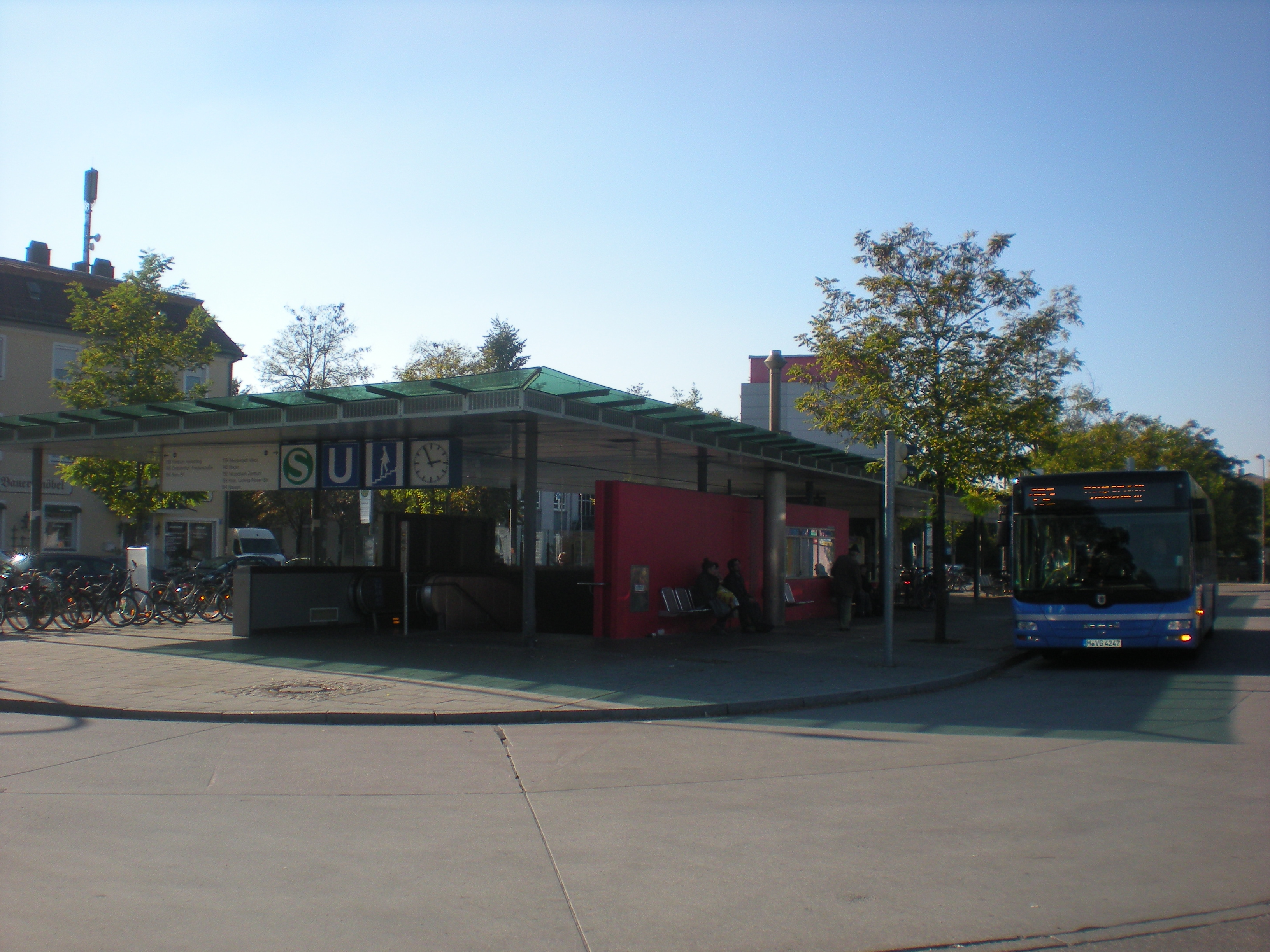
Busbahnhof Trudering Bahnhof mit Bus der Linie 192

Der S-Bahnhof Trudering wird von der S6 der S-Bahn München von Tutzing nach Ebersberg bedient. Zudem endet in Trudering die Linie S4 aus Richtung Geltendorf, sodass ein 10-Minuten-Takt in die Innenstadt besteht. In der Hauptverkehrszeit wird die S4 ebenfalls bis Zorneding, Grafing Bahnhof oder vereinzelt auch bis Ebersberg verlängert. An Werktagen halten etwa 190 S-Bahnen in Trudering. Regional- und Fernverkehrszüge durchfahren den Bahnhof ohne Halt.
Der U-Bahnhof Trudering wird vom östlichen Ast der Linie U2, welche auf dieser Strecke in Teilen gemeinsam mit der U1 verkehrt, bedient. Über die Linie aus Feldmoching werden die dortigen Wohngebiete und damit die nördlichen Stadtteile Münchens erreicht. Über die am U-Bahnhof Scheidplatz kreuzende Linie U3 kann der Olympiapark erreicht werden. Daneben besteht die Verbindung zu den zentralen Umsteigepunkten Hauptbahnhof und Sendlinger Tor. Dort sind Umsteigemöglichkeiten zu den anderen beiden Stammstrecken der U-Bahn sowie der der S-Bahn vorhanden. Im weiteren Verlauf der U2 werden die Messestadt Riem mit dem dort zur Bundesgartenschau angelegten Riemer Park und die Messe angebunden.
Am Busbahnhof Trudering Bahnhof, der an der Truderinger Straße über dem U-Bahnhof liegt, halten Linien 139, 185, 192, 193 und 194 sowie die Nachtbuslinie N49 des Münchner Bussystems.
Die U-Bahn-Linie und die Buslinien werden von der Münchner Verkehrsgesellschaft betrieben. Es wird der Tarif des Münchner Verkehrs- und Tarifverbunds angewendet.
| Linie | Strecke | Taktfrequenz    |
| ----- | --- | --------------- |
| S4    | Geltendorf – Türkenfeld – Grafrath – Schöngeising – Buchenau – Fürstenfeldbruck – Eichenau – Puchheim – Aubing – Leienfelsstraße – Pasing – Laim – Hirschgarten – Donnersbergerbrücke – Hackerbrücke – Hauptbahnhof – Karlsplatz (Stachus) – Marienplatz – Isartor – Rosenheimer Platz – Ostbahnhof – Leuchtenbergring – Berg am Laim – Trudering (– Gronsdorf – Haar – Vaterstetten – Baldham – Zorneding – Eglharting – Kirchseeon – Grafing Bahnhof – Grafing Stadt – Ebersberg) | 20-Minuten-Takt |
| S6    | Tutzing – Feldafing – Possenhofen – Starnberg – Starnberg Nord – Gauting – Stockdorf – Planegg – Gräfelfing – Lochham – Westkreuz – Pasing – Laim – Hirschgarten – Donnersbergerbrücke – Hackerbrücke – Hauptbahnhof – Karlsplatz (Stachus) – Marienplatz – Isartor – Rosenheimer Platz – Ostbahnhof – Leuchtenbergring – Berg am Laim – Trudering – Gronsdorf – Haar – Vaterstetten – Baldham – Zorneding – Eglharting – Kirchseeon – Grafing Bahnhof – Grafing Stadt – Ebersberg | 20-Minuten-Takt |
| U2    | Feldmoching – (1065 m) – Hasenbergl – (631 m) – Dülferstraße – (1112 m) – Harthof – (962 m) – Am Hart – (1010 m) – Frankfurter Ring – (657 m) – Milbertshofen – (1094 m) – Scheidplatz – (1103 m) – Hohenzollernplatz – (756 m) – Josephsplatz – (513 m) – Theresienstraße – (730 m) – Königsplatz – (583 m) – Hauptbahnhof – (905 m) – Sendlinger Tor – (746 m) – Fraunhoferstraße – (1116 m) – Kolumbusplatz – (711 m) – Silberhornstraße – (553 m) – Untersbergstraße – (654 m) – Giesing – (1280 m) – Karl-Preis-Platz – (868 m) – Innsbrucker Ring – (1576 m) – Josephsburg – (978 m) – Kreillerstraße – (1207 m) – Trudering – (959 m) – Moosfeld – (1683 m) – Messestadt West – (925 m) – Messestadt Ost |                 |